# 無線網狀網路

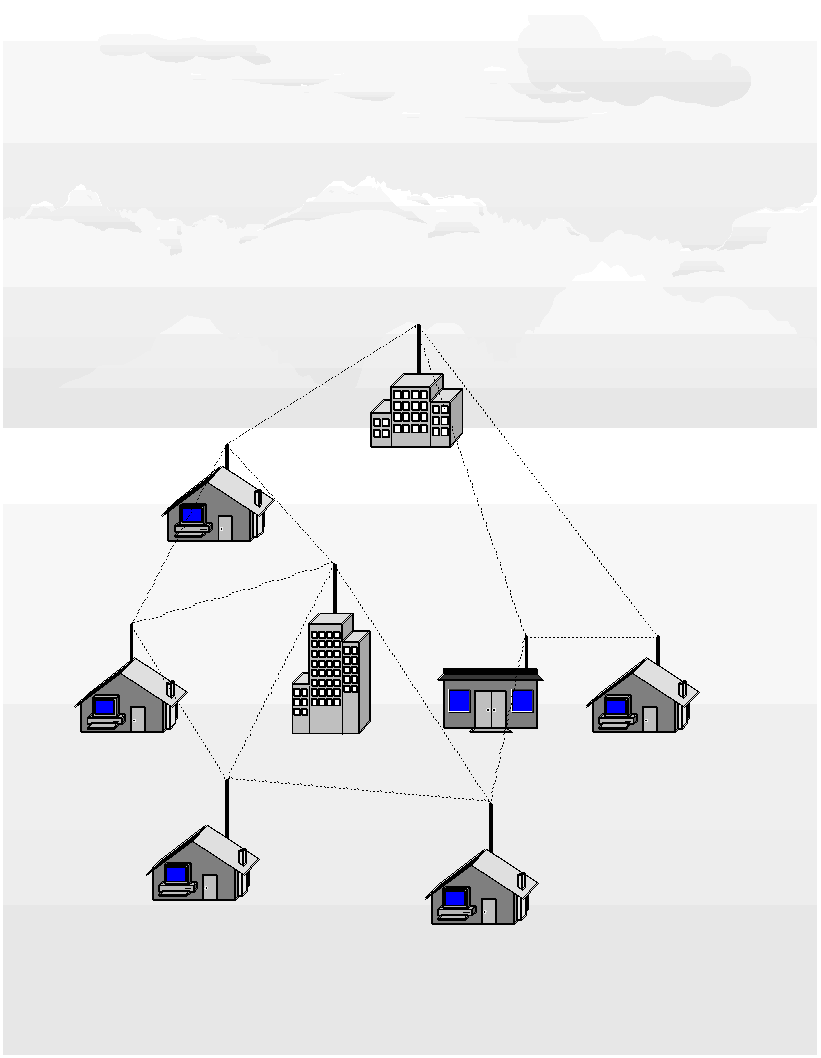
無線網狀網路

無線網狀網路（Wireless mesh network，縮寫為），是一種以無線電節點構成的通訊網路，採用网状网络網路拓撲技術。它通常由網路客戶端、路由器與閘道器所組成。它所使用的通訊技術包括 802.11、802.15、802.16、手機行動通訊技術，或是混合了以上數種通訊技術。
無線網狀網路可以被視為是一種特別的無線隨意網路。